# Benedikt Rubey
Benedikt Rubey (* 1981) ist ein österreichischer Filmeditor.

## Leben
Benedikt Rubey besuchte die Rudolf Steiner-Schule Wien-Mauer. Nach der Matura begann er ein Studium der visuellen Bild- und Raumgestaltung an der Universität für Angewandte Kunst Wien, das er als Mag.art. abschloss. 2001 war er Gewinner des Wiener Jugend Film- und Videofestivals mit dem Kurzfilm 2580.- unversteuert. Seine Kurz-Dokumentation Schwarze Perlen, die nach einer Idee von Wolfgang Murnberger entstand, wurde 2008 als Eröffnungsfilm des Vienna Independent Shorts gezeigt.
Er war mehrere Jahre als Video-Operator an Filmsets von Wolfgang Murnberger und Oskar Roehler sowie als Schnittassistent bei Projekten von Andreas Prochaska, Sabine Derflinger und Stefan Ruzowitzky tätig. Seit 2011 ist er in der österreichischen Film- und Fernsehbranche als Editor tätig und arbeitete seitdem unter anderem mit Regisseur Wolfgang Murnberger 2013 für Die Spätzünder 2 – Der Himmel soll warten und 2015 für Vier Frauen und ein Todesfall, mit Hans Hofer 2013 für Zweisitzrakete sowie mit Regisseurin Mirjam Unger für die ORF-Serie Vorstadtweiber und die Weihnachtsfilme Alle Nadeln an der Tanne (2020) und Abenteuer Weihnachten (2023) zusammen.
Rubey ist Mitglied des Österreichischen Verbandes Filmschnitt (Austrian Editors Association, aea). Sein älterer Bruder ist der Schauspieler Manuel Rubey.

## Filmografie (Auswahl)
- 2008: Schwarze Perlen (Kurzfilm)
- 2013: Schneeglöckchen (Kurzfilm)
- 2013: Die Spätzünder 2 – Der Himmel soll warten (Fernsehfilm)
- 2013: Zweisitzrakete
- 2015: Das ewige Leben (Assistenz)
- 2015: Vier Frauen und ein Todesfall (Fernsehserie)
- 2016: Gemischtes Doppel – Beinahe wahre Geschichten (Fernsehserie)
- 2017: Anna Fucking Molnar (Assistenz)
- 2018–2021: Vorstadtweiber (Fernsehserie)
- 2019: Zingerle (Kurzfilm)
- 2020: Alle Nadeln an der Tanne (Fernsehfilm)
- 2020: Walking on Sunshine (Fernsehserie)
- 2022: Schrille Nacht (Fernsehfilm)
- 2022: Tage, die es nicht gab (Fernsehserie)
- 2023: Abenteuer Weihnachten – Familie kann nie groß genug sein (Fernsehfilm)
- 2024: Biester (Fernsehserie)
- 2024: 80 Plus (Alternativtitel Toni und Helene)
- 2024: Tatort: Deine Mutter (Fernsehreihe)